# Hepatus chiliensis
Hepatus chiliensis is een krabbensoort uit de familie van de Aethridae. De wetenschappelijke naam van de soort is voor het eerst geldig gepubliceerd in 1837 door H. Milne Edwards.